# Leptochilus locuples
Leptochilus locuples är en stekelart som beskrevs av Giordani Soika 1970. Leptochilus locuples ingår i släktet Leptochilus och familjen Eumenidae. Inga underarter finns listade i Catalogue of Life.